# Tramways à Legnica

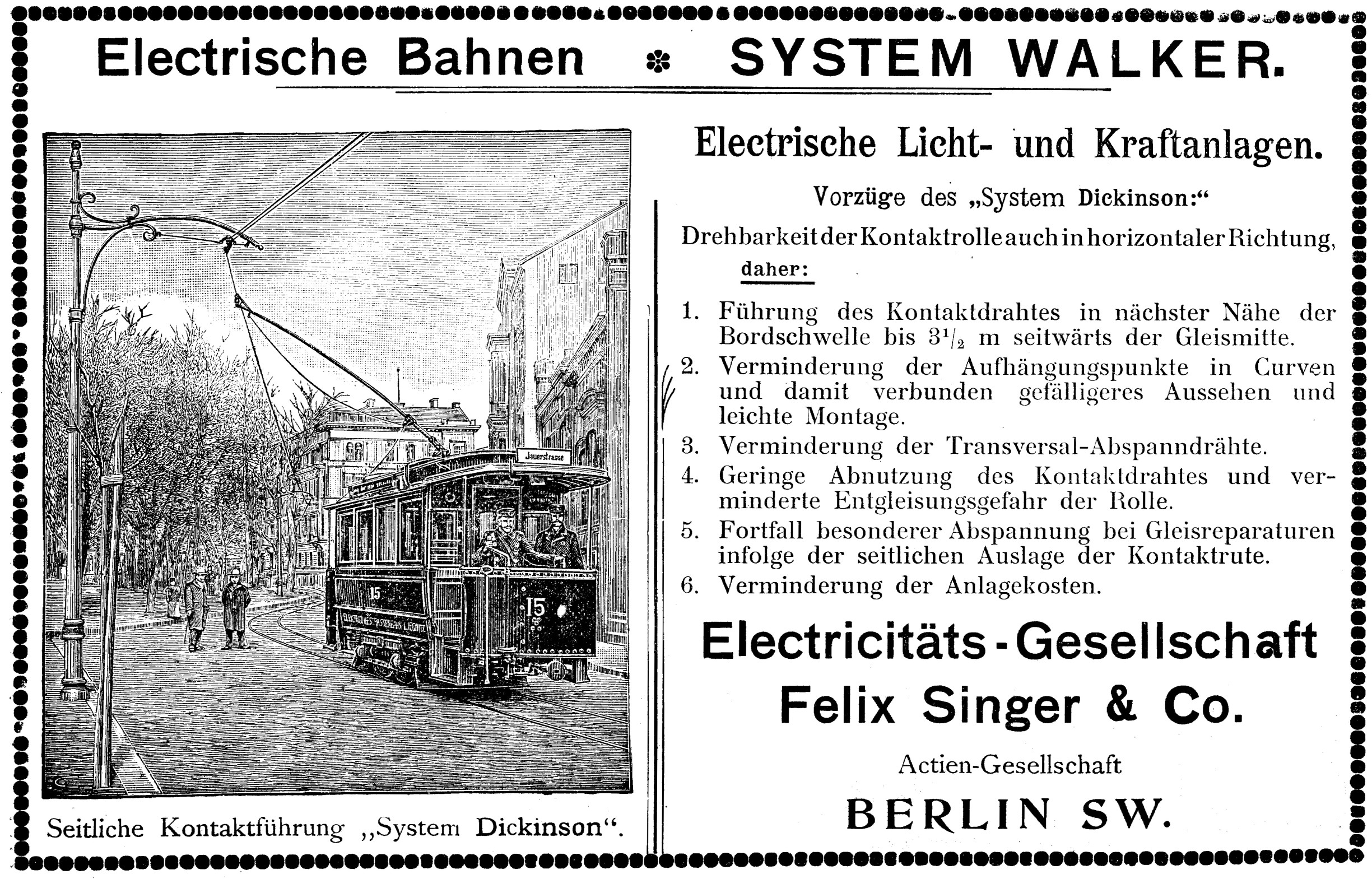
La publicité de la société Electricitäts-Gesellschaft Felix Singer & Co. AG de Berlin de 1898, sur l’illustration l’automotrice no 15.

 (juillet 2025).
Les tramways à Legnica – le système de tramway fonctionnant à Legnica entre 1898 et 1968[style à revoir].

## Genèse
Depuis la fondation de la ville au Moyen Âge, le territore de Legnica a été limité par les murailles de la ville. La démolition des murailles a été commencée en 1760 par la destruction des remparts de terre et elle a été finie en 1860,. Les effets de la révolution industrielle, tels que la connexion de la ville avec la ligne de Berlin à Wrocław ou la création du quartier industriel ont résulté de l’afflux de travailleurs dans la ville comptant environ 7000 habitants au début du XIXe siècle. Après 1860, les entrepreneurs ont créé les quartiers d’immeubles de quatre étages pour les ouvriers autour de la vieille ville (le quartier Kartuzy, à la périphérie du quartier Tarninów). L’augmentation de la surface de la ville et la favorisation de l’afflux de personnes ont nécessité la création du réseau de transport public,,.

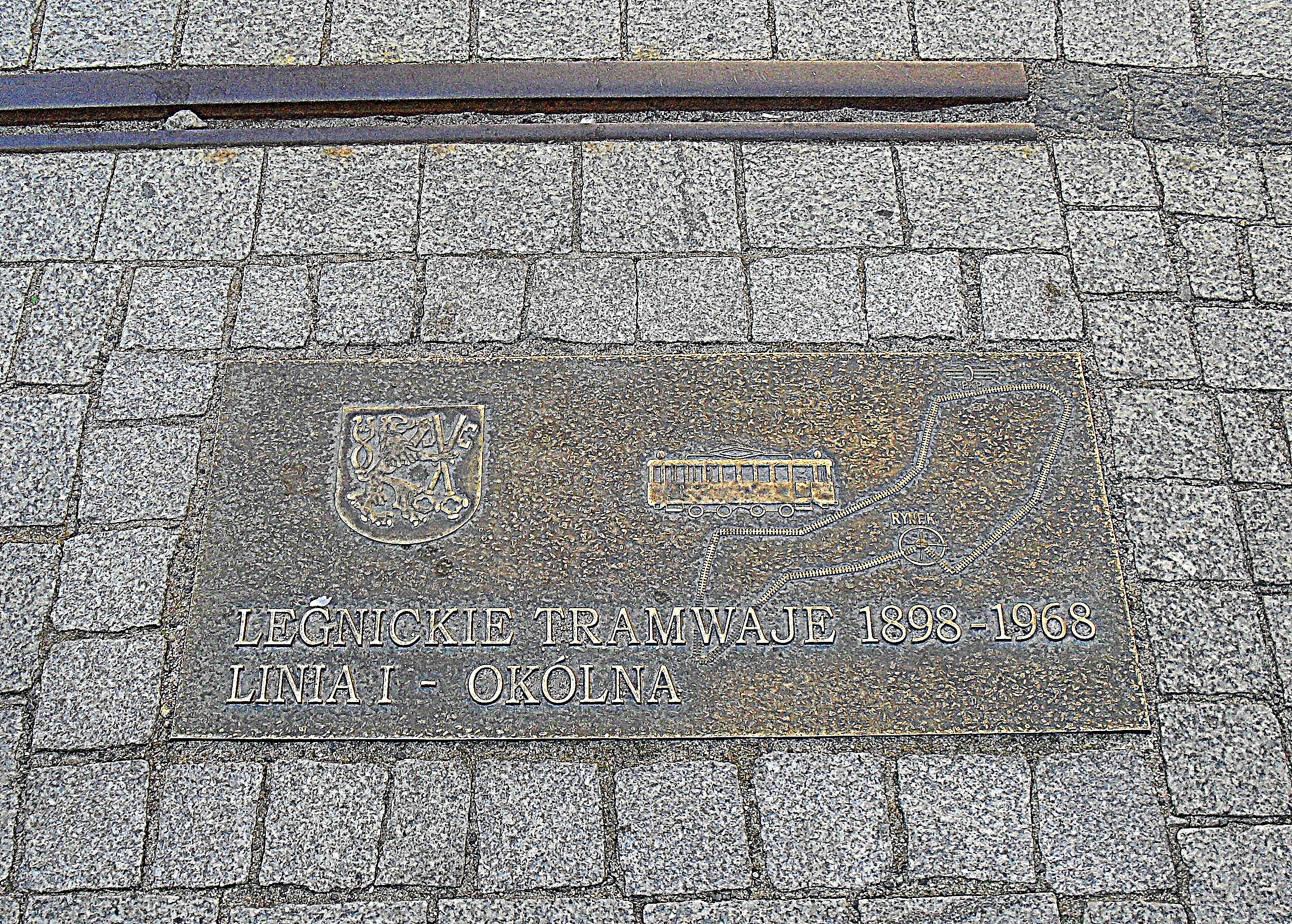
La plaque commémorative à la place de la ville à Legnica

Entre 1878 et 1880, les autorités locales de Legnica refusaient les propositions de l’introduction des tramways hippomobiles de passagers et de marchandises par les concessionnaires. Ensuite, ils ont réfusé la proposition de l’introduction du tramway à vapeur pour le transport des marchandises en 1880 et du tramway à gaz pour le transport des voyageurs en 1896,. Cettes offres n’étaient pas satisfaisantes pour le magistrat du point de vue financier. Entre le 22 et 24 juin 1896, on a attribué la concession pour la construction du tramway électrique à voie étroite (1 000 mm) et pour l’introduction du réseau électrique dans la ville à la société Felix Singer & Co.de Berlin (qui avait déjà possédée le réseau de tramway à Bamberg),. La société cible Gesellschaft Elektrizitäts-Werk Liegnitz (EWL) crée par Felix Singer & Co. a obtenu le monopole de la vente d’énergie électrique dans la ville. En même temps, elle a été obligée de gérer le transport public et de contribuer au budget local avec une partie des revenus de billets. Cettes actions s’inscrivaient dans une politique du maire Ottomar Oertel, qui se concentrait sur le développement d’infrastructures de services publics.
Après 1945, l’opinion que le projet du tramway hippomobile avait été réalisé en 1882, a été largement diffusée par les articles de presse et par les publications. Les nouvelles études ont relevé une erreur de chercheurs.

## Fonctionnement entre 1898 et 1945
(La dénomination originale des rues en italique)

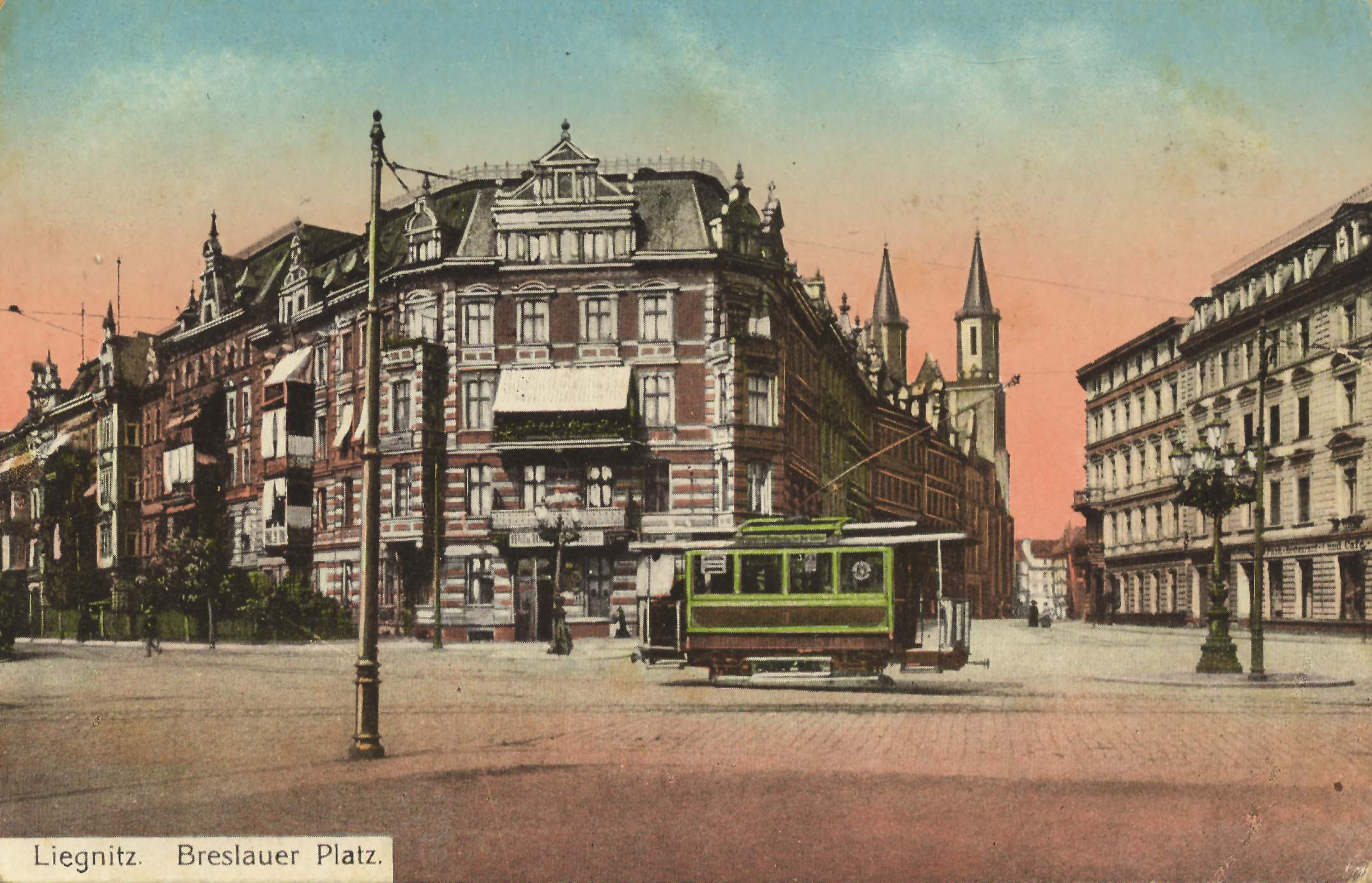
La carte postale d’avant-guerre avec le tramway à la place de Wilson

L’inauguration des lignes du tramway et de la première centrale électrique à Legnica, ville comptant 50000 habitants a eu lieu le 21 janvier 1898, six mois après le commencement des travaux de construction. Elle a été précédée de la réception technique le 18 janvier,.
Au départ, on a construit trois voies :
- La voie circulaire, de la gare ferroviaire par la rue Liban, la place de Wilson (Breslauer Platz), rue Witelon et Skarbek (Gartenstr.), la place Katedralny (Passage), la place de la ville (Ring), rue Złotoryjska (Goldberger Str.), rue Hutników (Grenadierstr.), rue Chojnowska (Haynauer Str.), la place de la ville, rue Grodzka (Burgstr.) et rue Nowa (Glogauer Str.) à la gare.
- La voie transversale, de la rue Ściegienny (Hedwigstr.) par la rue Skłodowska-Curie (Lübenerstr.), rue Rycerska (Ritterstr.), rue Partyzantów (Kohlmarkt), rue św. Jana (Johannisstr.), la place Katedralny (Passage), la place Słowiański (Friedrichplatz), rue Mickiewicz (Luisenstr.), rue Łukasiński (Schützenstr.) et rue Jaworzyńska (Jauerstr.) au quartier Tarninów.
- La voie au cimetière, de la place Wilson (Breslauer Platz) par la rue Wrocławska (Breslauer Str.) au cimetière communal (en face duquel on a construit un dépôt).

Entre 1898 et 1940, les tramways circulant sur cettes lignes ont été marqués par les disques de différentes couleurs.
Le réseau a compris 9,271 km de voies uniques avec les évitements et le matériel roulant se composait de 18 automotrices et de 5 remorques construites dans la fabrique Waggonfabrik Breslau. Au début, la ligne circulaire a circulé à une fréquence de 7,5 minutes et les autres lignes toutes les dix minutes[réf. nécessaire].
Les voies du tramway fixées se sont avérées mal choisies et les résultats financiers se sont écartés des prévisions. Le 31 janvier 1900, en accord avec le conseil municipal, on a suspendu la circulation de la ligne la moins participée de la place Katedralny à la rue Ściegienny[réf. nécessaire]. En mars 1901, la neige sur les voies a causé l’arrêt total de la circulation pour cinq jours. Les autorités ont demandé la réduction de la fréquence des départs des tramways, la modification de la ligne circulaire à la ligne droite et le déplacement de la voie à la rue Skarbowa (Klosterstr.) et la rue Sainte Marie (Frauenstr.). Finalement, avant la reconstruction en 1911, la circulation a été organisée en deux lignes du tramway :
- place Katedralny, (Passage), place de la ville (Ring), rue Złotoryjska (Goldberger Str.), rue Hutników (Grenadierstr.), rue Chojnowska (Haynauer Str.), place de la ville, rue Grodzka (Burgstr.)  et rue Nowa (Glogauer Str.), à la gare, rue Liban (Gartenstrasse), et rue Wrocławska (Breslauer Str.) au cimetière,
- place Katedralny (Passage), place Słowiański (Friedrichplatz), rue Mickiewicz (Luisenstr.), rue Łukasiński (Schützenstr.) et rue Jaworzyńska (Jauerstr.) à l’auberge „Dornbusch” à Tarninów.

Avant la Seconde Guerre mondiale, Legnica était une ville agricole. Entre 1911 et 1913, on a étendu la ligne du tramway aux zones suburbaines. Le 9 mai 1913, on a prolongé la ligne de Tarninów à l’auberge Tivoli dans le voisinage de la rue Wielogórska à Przybków (Prinkendorf), et le 29 août, on a prolongé la ligne vers le cimetière jusqu’à l’auberge Musentempel dans le quartier Piekary Wielkie (Groß-Beckern). On a construit aussi quatre automotrices et deux remorques additionnelles et on a diminué la fréquence des départs (les départs toutes les 15 minutes).
Du 31 décembre 1922 au 5 juillet 1924, la circulation a été suspendue à cause de l’hyperinflation en Allemagne,. Ensuite, elle a été restaurée seulement à une étape : place Katedralny (Passage) – place de la ville (Ring) – rue Złotoryjska (Goldberger Str.), avec la fréquence de 15 minutes et sur les lignes suburbaines à Piekary Wielkie et à Przybków (respectivement, la fréquence de 15 et de 30 minutes).
À la suite de l’extension des périphéries de la ville par la construction des nouveaux immeubles avec des logements locatifs, on a prolongé la voie circulaire ancienne. La voie dans la rue Chojnowska a été prolongée de la rue Hutników à la rue Boczna et la voie dans la rue Złotoryjska a été prolongée jusqu’à la place Łużyckiego (Logauplatz). Le 18 juillet 1927, on a dirigé tous les trois lignes vers la gare ferroviaire, et le 25 août 1927 on a prolongé les deux lignes : la ligne urbaine – de la rue Hutników au croisement des rues Złotoryjska et Grunwaldzka (Friedrich-Ebert Str.), et la ligne suburbaine à Piekary Wielkie – de la voie traversant la vieille ville et de la voie de la rue Chojnowska à la rue Szewczenki d’aujourd’hui. À ce moment-là, on a exclu de la ligne la voie dans la rue Hutników. En 1928 on a atteint la longueur cible des voies (13,9 km). La ligne urbaine et l’une à Piekary Wielkie a circulé avec la fréquence de 15 minutes. La ligne à Przybków a circulé avec la fréquence de 30 minutes, mais en 1928, on a introduit les courses additionnelles de fréquence de 15 minutes (après 12 heures)[réf. nécessaire]. En 1933, la ligne dans la rue Złotoryjska a été prolongée jusqu’à la place Łużyckiego.
Entre 1927 et 1933, on a fait des petits investissements dans l’infrastructure : on a construit les salles d’attente et on a rénové le réseau de tramway (courts fragments des voies et de la caténaire). On a modifié le matériel roulant, en transformant quelques automotrices en remorques pour obtenir 16 convois de deux wagons. Ensuite, on a remplacé tous les automotrices par les wagons massifs et plus spacieux, produits par MAN et importés de Zwickau (5 wagons du 1910 et 1911, importés entre le 10 et le 13 décembre 1927 et introduits quelques mois plus tard, en 1928) et d’Essen (12 wagons du 1899 et 1900, construits dans la fabrique Falkenried, importés entre 1929 et 1932), et on a transformé les automotrices en remorques.
Les conditions techniques de l’infrastructure et du matériel roulant dans les années 1930 n’étaient pas satisfaisantes. Il fallait beaucoup de ressources financières pour maintenir la fonctionnalité du système. Vu le nombre de plus en plus grand des passagers, la capacité limitée des lignes à voie unique a constitué le problème le plus grand. Le 17 septembre 1937, on a ouvert une ligne joignant les nouveaux quartiers du nord et du sud de la ville (Przedmieście Głogowskie et Bielany) à la vieille ville et à la gare ferroviaire. C’était la première ligne d’autobus, gérée aussi par un opérateur des tramways. Cette ligne a été prolongée en 1939, entre 1939 et 1940, vu la situation de la guerre, elle a été suspendue (faute de combustibles liquides) et ensuite, elle a été réactivée et raccourcie.
La concession de l’opérateur du réseau de tramway à Legnica est expirée en 1938. Le magistrat a conclu le nouveau contrat de concession avec la société EWL pour 66 ans (1939-2004), accordant le droit aux autorités locales de participer aux bénéfices.
Le partenariat public-privé Elektricitäts-Werke Liegnitz (EWL) a tiré profit surtout de la vente de l’énergie électrique. En 1939, ses actionnaires (l’entreprise Elektrowerke AG de Berlin possède 55% d’actions, la ville Legnica – 16%, les districts de voisinage – 13%, le reste des actions est détenu par les autorités locales des villes-bénéficiaires de la vente de l’énergie par EWL) ont incité le magistrat de Legnica à résigner du réseau tramway et à développer le transport de trolleybus (populaires à cette époque au Troisième Reich et considérés comme moins chers et plus facile à opérer). Les autorités d’EWL ont proposé le remplacement des tramways par les trolleybus dans cinq ans (1941-1946). Finalement, on a introduit une ligne de trolleybus, correspondant en partie avec celle de tramway, marqué par le no 1 (de la place Łużycki à la gare) et on a construit la voie menant au dépôt (des trolleybus et des tramways), en tant que la partie de la future ligne de trolleybus à Piekary Wielkie.
Le 1er août, on a introduit la numérotation des lignes de tramway. Depuis ce moment-là, il y avait trois lignes consécutives :
- 1 : la place Łużycki - la gare
- 2 : Piekary Wielkie – la gare – la rue Chojnowska
- 3: Przybków – la gare[1]

Pendant la Seconde Guerre mondiale, le fil de contact d’acier a remplacé celui de cuivre (on a confisqué les métaux non ferreux aux fins militaires). En 1942, les trois wagons de Legnica ont été vendus à Łódź, occupé par les nazis, et on a importé une remorque de Görlitz.
Entre 1898 et 1945, la société s’occupant des tramways à Legnica a possédé entre 17 et 21 automotrices et entre 5 et 13 remorques. La tension électrique de la caténaire était de 500 volts.
Au début du 1945, vu l’offensive de Basse-Silésie des Soviétiques et le rapprochement du front, le transport public a été suspendu.

## Fonctionnement entre 1945 et 1968

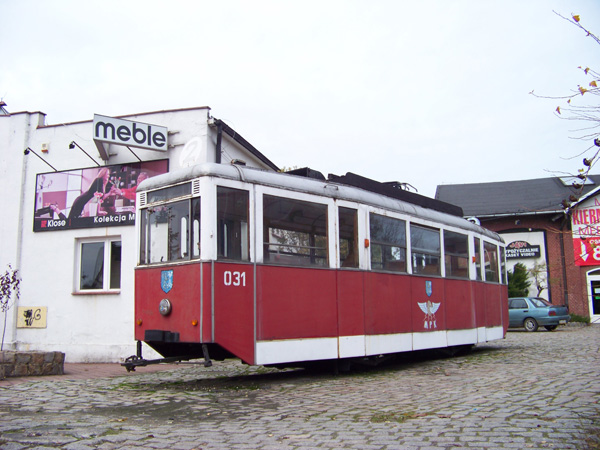
Le wagon Konstal 5N d’Elbląg, situé en face de l’ancien dépôt de tramway entre 1998 et 2014. Les détails du tramway différent de ceux des tramways exploités à Legnica jusqu’en 1968.

Le 9 février 1945, Legnica a été occupée par les troupes de l’Armée rouge. Après la Seconde Guerre mondiale, la ville, en tant que les territoires reconquis, a été intégrée à la Pologne, conformement aux décisions de la conférence de Yalta. Après l’avril 1945, les colons et les expartiés ont commencé d’arriver à Legnica,. La délégation polonaise a officiellement repris le pouvoir de l’administration militaire soviétique le 15 mai 1945,. Au début, l’entreprise de tramway a été le seul entreprise communal repris par les autorités polonaises. Immédiatement, à la seconde moitié du mai 1945, le groupe de 27 personnes a commencé les travaux de réconstruction de l’entreprise de tramway. Le groupe comptait 13 pionniers et 14 Allemands envoyés au travail et il a été divisé en trois équipes (à la charge du dépôt, de la voie et de l’énergie),. On a récupéré les wagons de tramway abandonnés et utilisés comme des barricades avant l’entrée des Soviétiques dans la ville. Il y avait 13 automotrices et 7 remorques. Ce qui a posé l’un des problèmes les plus importants, c’étaient les voies détruites et effondrées, aussi que le dépôt et la centrale électrique pillés. Entre le 15 juillet et l’octobre 1945, la partie de Legnica sur la gauche de la rivière Kaczawa, y compis la vieille ville et le quartier Tarninów, a été fermée par les troupes soviétiques et fait inaccessible pour les Polonais,. Le redémarrage cérémonial des tramways a eu lieu le 31 octobre 1945, au jour de la rentrée de la municipalité au centre de la ville,,. La circulation a été rétablie par quatre automotrices rénovées. Elles circulaient sur trois lignes, raccourcies à cause de la destruction et de la caténaire incomplète :
- 1 : la place Łużycki – la gare
- 2 : la rue Wrocławska (le croisement avec la rue Różana) – la gare – la rue Chojnowska (le croisement avec la rue Żołnierska)
- 3 : Przybków – la gare[8]

Entre 1946 et 1950, on a restauré la longueur des voies et le nombre du matériel roulant d’avant-guerre. En utilisant des biens post-allemandes, on a reconstruit les rails et les wagons,, en plus on a importé les moteurs de tramway de Katowice.
Le 23 mai 1948, en utilisant des véhicules pris de l’armée, on a introduit une ligne d’autobus supplémentaire pour le réseau de communication à Legnica, entre le quartier Bielany et le nœud des lignes de tramway près de la gare. En 1948, on a commencé les travaux de reconstruction de la ligne de trolleybus (introduite avant la guerre comme un remplacement des lignes de traway). Finalement, la ligne a été déplacée sur la voie de la ligne « A », où entre 1949 et 1956 circulent en même temps les autobus et le trolleybus,.
L’entreprise de tramway portait les noms différents : Dyrekcja tramwajów przy Zarządzie Miasta, Miejska Kolej Elektryczna, Miejskie Tramwaje Elektryczne et Miejskie Zakłady Komunikacyjne[réf. nécessaire]. Entre 1950 et 1954, il constituait une partie de l’entreprise de génie urbain de la ville, et en 1955, il est devenu une entreprise séparée, appelée Miejskie Przedsiębiorstwo Komunikacyjne.
En 1951, le gouvernement de la République populaire de Pologne a décidé d’installer les entreprises de l’industrie de cuivre à Legnica (la décision faisait partie du plan de six ans),. À la suite de la construction de la fonderie de cuivre « Legnica », on a prolongé la ligne de tramway no 1 de 2,5 km, pour qu’elle arrive à la nouvelle fabrique. Le premier plan prévoyait le prolongement de la ligne jusqu’à la gare à Pawłowice Małe, où les travailleurs de la fonderie arrivaient, mais finalement le dernier arrêt de la ligne c’était une boucle de retournement près du siège de la direction de la fonderie. Le 13 décembre 1952, on a inauguré la boucle situé à l’autre bout de la ligne au centre de Legnica. On a créé la voie traversant la place de la ville, en employant les voies ferrées qui n’avaient pas été utilisées depuis 1900. Les rails de tramway typiques, utilisés dans les voies de la place Łużycki à la fonderie, brisaient sous la pression des véhicules, alors en 1955, ils ont été remplacés par les rails utilisés dans le transport ferroviaire,.
Entre 1950 et 1955, on a remplacé les vieux wagons usés par les wagons de tramway déjà utilisés, importés de:
- Katowice : 6 wagons, y compris[1]:
  - au moins 1, produit en 1904 par Werkspoor Utrecht pour Amsterdam, importé à Bytom en 1940 (avec 5 autres wagons), et ensuite importé à Legnica entre 1950 et 1953
- Łódź, 11 wagons, y compris[1] :
  - 3 automotrices de type Simmering I, de la fabrique Maschinen-und Waggonbau-Fabriks-A.-G de Vienne, produites pour Łódź en 1927,
  - 2 automotrices de type Simmering II, de la même fabrique, produites pour Łódź en 1928,
  - 2 automotrices de type Lilpop, produites en 1927,
  - 2 automotrices Sanok, produites en 1928,
  - 2 remorques Herbrand, produites par P. Herbrand & Cie.
- Wałbrzych[1]
  - 1 automotrice produite par Linke-Hofmann Werke pour Wałbrzych entre 1899 et 1900.

Les deux remorques déjà utilisées ont été importées en 1956 de Jelenia Góra.
En 1951, pour la première fois on a importé à Legnica un tramway neuf, sortant d’usine – Konstal 2N (par la décision du ministère du Génie Urbain, un ans plus tard il a été transféré à Łódź). Ensuite, en 1955, on a importé quatre tramways du même type (2N), et entre 1958 et 1961, 19 tramways Konstal 5N (12 automotrices et 7 remorques). La construction de la voie à la fonderie a causé l’import des wagons déjà utilisés. Grâce à l’attribution des nouveaux tramways de type N, on pouvait cesser d’utiliser les véhicules produits avant la guerre.
En même temps, on a développé les lignes d’autobus dans les parties de la ville exclues du réseau de tramway (la circulation actuelle a correspondé à celle d’avant-guerre (de la gare à Bielany et Przedmieście Głogowskie) et dans la zone suburbaine. En 1960, un véhicule-kilomètre dans le transport d’autobus était d’un tiers plus cher que celui dans le transport de tramway, pourtant cette tendance a été peu à peu renversée.
L’infrastructure de tramway surexploitée posait des problèmes à la fluidité de la circulation. Les voies étaient usées, il y avait souvent les pannes consistantes aux ruptures d’essieux sur les bosses, en plus les wagons de type N, plus lourds que les wagons précédents, causaient les problèmes avec la chute de tension dans la ligne circulant à la fonderie.
Les chemins de fer à voie unique avec des évitements, construits il y a 40 ans pour la ville non industrialisée ne pouvaient pas assurer la capacité suffisante et la fréquence de la circulation des tramways satisfaisante pour les passagers. Pendant plusieurs années, les tramways n’ont pas respecté l’horaire précis. Jusqu’au 1963, on n’a pas respecté la règle (liée avec le sens de circulation à droite), qui ordonnait de fermer la porte de tramway de côté gauche, malgré les efforts d’introduire cette régulation.
À cause du démantèlement de la vieille ville de Legnica, détruite après la guerre, on a suspendu la circulation de tramway entre la gare et la rue Chojnowska et on l’a remplacé par la ligne d’autobus de Kartuzy. Comme le passage par la place de la ville a été fermé entre 10 avril et 30 septembre 1961, on a créé le nouveau chemin par les rues Dworcowa, Skarbowa et Parkowa jusqu’à la place Wilson. En janvier 1961, on a attribué à l’établissement du transport de Legnica trois automotrices de type 5N (la dernière livraison) et on a planifié d’augmenter la capacité des tramways par la construction des évitements additionnels. On a fait les réparations courantes en utilisant les rails issus du démantèlement des voies de la centre de Legnica où importés de Wałbrzych.
Après la Seconde Guerre mondiale, aux États-Unis et en Europe le transport routier (y compris les trolleybus et les autobus) est devenu plus accessible et on a largement supprimé le réseau de tramway. En Pologne, entre 1950 et 1960 il y avait une tendance à maintenir le transport de tramway seulement dans les grandes villes. Pendant les discussions sur la reconstruction des villes de Basse-Silésie, les autorités de la voïvodie de Wrocław ont décidé de remplacer les tramways à voie étroite par le transport d’autobus, le transport plus chère mais aussi plus efficace,. La première information sur ce sujet a été communiqué au public par les autorités du Parti ouvrier unifié polonais en 1961. Selon l’information publiée au journal « Wiadomości Legnickie », la durée du processus de la liquidation des tramways a été planifiée à 10 ans. La production et l’accessibilité augmentées des autobus San ont accéleré la liquidation des lignes de tramway. Pendant la session de 4 août 1966, le présidium du Conseil national de la ville a décidé de remplacer la ligne de tramway à Przybków par la ligne d’autobus, ce qui est entré en vigueur le 6 avril 1967. Les attributions suivantes des véhicules ont permis la liquidation de la ligne de tramway arrivant à la fonderie et l’augmentation de sa fréquence (13 autobus au lieu de 5 tramways). Les tramways de la dernière ligne (de la gare à Piekary Wielkie) ont été remplacés par les autobus le 1er juillet 1968.
Le 13 juillet 1968, le dernier tramway est sorti du dépôt dans la rue Wrocławska (une automotrice avec une remorque). C’était la cérémonie d’adieu pour les tramways de Legnica,.
Entre 1945 et 1968, l’entreprise de tramway à Legnica possédait entre 20 et 31 wagons, y compris entre 13 et 23 automotrices.

## Liquidation du réseau de tramway
Le 28 juillet 1968, dans l’entreprise du transport public on a convoqué une équipe pour demonter l’infrastructure de tramway. L’infrastructure a été demontée entre le juillet et le octobre 1968. On a construit les ancres sur les murs des bâtiments avec les téléphériques de la traction. Les chemins ont été démantelés entre le juillet et le novembre 1968, les rails ont été vendus à l’entreprise du transport de Grudziądz. Les chemins de fer installés dans les rues pavées ont été laissés jusqu’au moment de la modernisation des rues, quand ils ont été recouverts d’asphalte. Le fragment des rails avec un évitement le plus longuement conservé a été situé dans la rue Wrocławska à Kartuzy (jusqu’au démantèlement pendant la reconstruction de la rue en 2017). Le premier wagon de type 2N, renvoyé en 1953, a été utilisé à Łódź jusqu’au 1er novembre 1977 (et ensuite, en tant que le véhicule de l’école de conduite – jusqu’au novembre 1991). Les autres wagons 2N ont été envoyés en 1967 à Bydgoszcz (une automotrice) et à Grudziądz (deux automotrices). Ensuite, en 1968, on a envoyé des wagons à Bydgoszcz (2 automotrices et 4 remorques), à Łódź (5 automotrices) et à Toruń (6 automotrices et 4 remorques). Le siège de la direction de l’entreprise de transport a été transféré en 1965 au nouveau dépôt d’autobus, construit entre 1963 et 1965[réf. nécessaire]. On a reconstruit l’ancien dépôt entre 1966 et 1967 en changeant largement l’apparence du bâtiment (une façade austère, plus grands portails métalliques) et l’a rendu aux autorités de la ville après l’export de derniers tramways en 1968.
En 1998, à l’occasion de l’anniversaire de l’introduction et de la liquidation des tramways à Legnica, le Musée de Cuivre à Legnica a importé le wagon 5N d’Elbląg. Le wagon a été stylisé et situé en face de l’ancien dépôt. En 2015, l’entreprise de transport public de Legnica a envoyé le wagon pour la rénovation et la reconstruction à la manière des wagons originaux de type 5N. Pendant la rénovation de la place de la ville en 2010, à la place de l’ancien évitement, on a intégré le fragment des rails au trottoir avec une plaque commémorative.